# GloFish

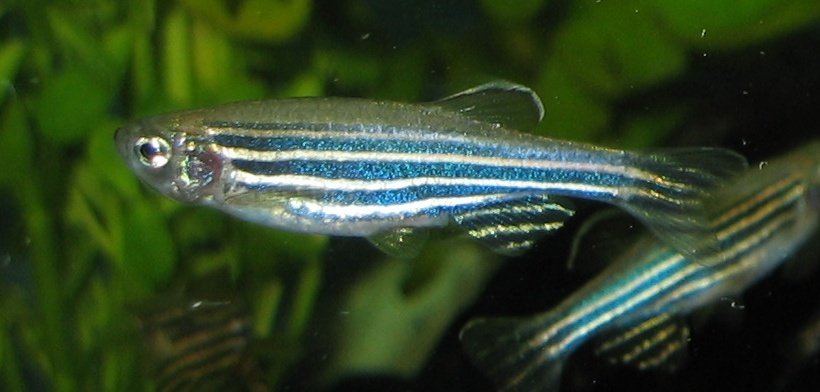
Danio pręgowany (Danio rerio)

GloFish – genetycznie zmodyfikowany danio pręgowany (Danio rerio), którego ciało wykazuje właściwości fluorescencyjne. Występuje w pięciu kolorach: zielonym (białko zielonej fluorescencji), czerwonym, pomarańczowym, niebieskim i fioletowym. Jest pierwszym genetycznie zmodyfikowanym zwierzęciem, które zostało udostępnione jako zwierzę domowe.